# Peter Galsai

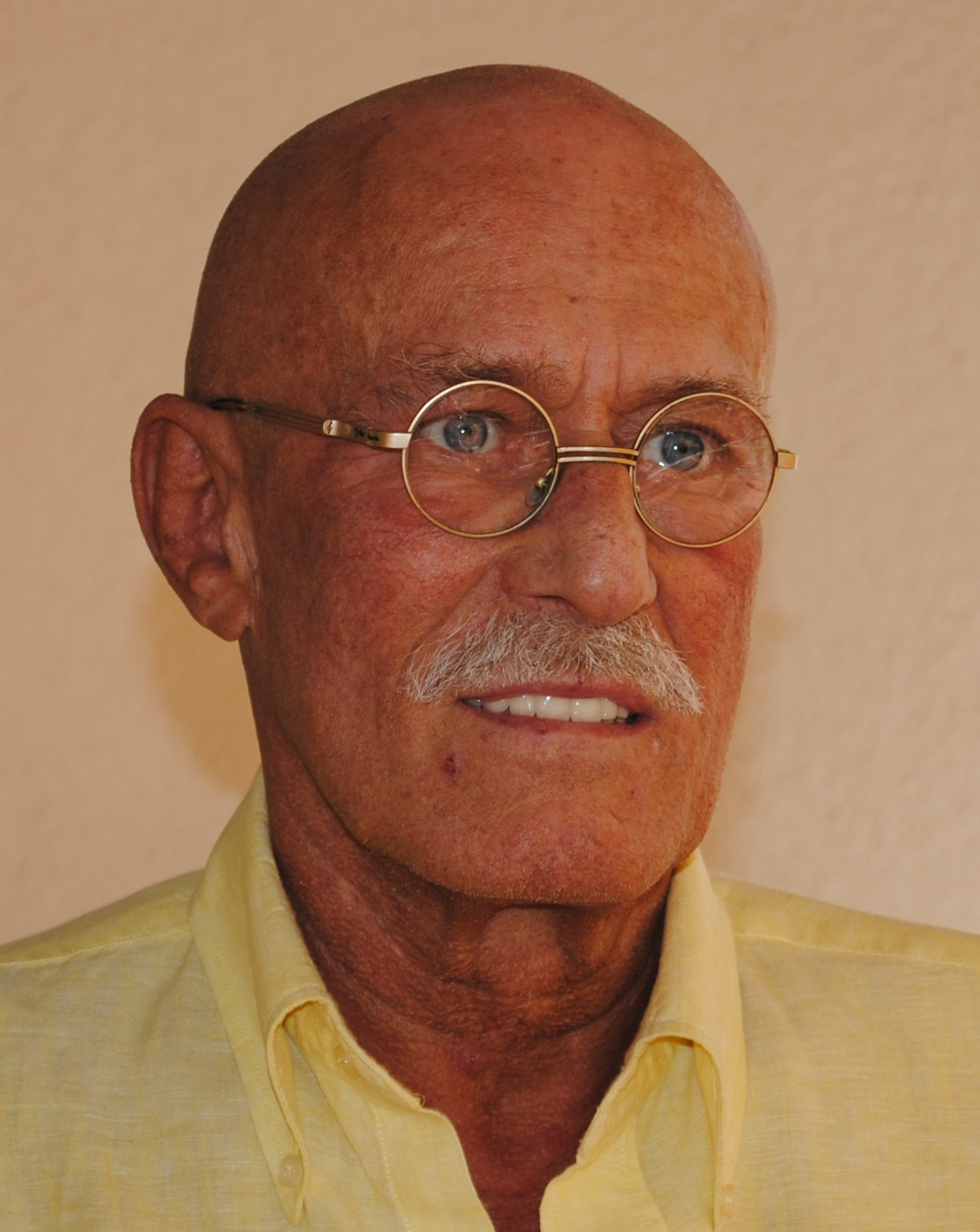
Peter Galsai, 2013

Peter Galsai (* 28. Jänner 1948 in Budapest) ist ein ungarischer Barpianist, Komponist, Arrangeur und Autor.

## Leben
Peter Galsai wuchs in einer Musikerfamilie auf. Nach Solfeggiovorbildung begann sein Klavierunterricht mit sechs Jahren. Nach der Grundschule besuchte er das Konservatorium für Musik, um dann weiter an der Musikakademie in Budapest zu studieren. Im Laufe seiner Ausbildung spielte er immer schon live bei verschiedenen Veranstaltungen. Sein erstes Dauer-Engagement erhielt er in Wien im Restaurant Lohengrin und der Bar Stardust. Von 1979 bis 1992 war er Barpianist in der Eden Bar in Wien und spielte dort unter anderem mit Fausto Mola. Es folgten Engagements in der Vienna Broadway Bar und im Grandhotel Wien. Peter Galsai arbeitet heute als Barpianist in Wien und ist auf der Compilation-Reihe Wiener Bar Pianisten vertreten.
2008 erschienen seine ersten Kompositionen in dem Notenheft The Passion Of Barmusik. Weitere Kompositionen sind in den Notenheften Wiener Bar Pianisten veröffentlicht. 2013 wurde das Buch Das professionelle Barpiano Studium veröffentlicht, das Galsai gemeinsam mit Reinhard Wallner erarbeitet hatte.

## Kompositionen (Auswahl)
- Erinnerungen (Weltmusik Edition International 2006)
- Zeit (Weltmusik Edition International 2006)
- Around Vienna (Barmusik Records 2010)
- Blue Game (Barmusik Records 2010)
- Grand Hotel (Barmusik Records 2012)

## Werke
- Peter Galsai, Reinhard Wallner: Das professionelle Barpiano Studium. Zum Erlernen des professionellen Spielens von Barmusik am Klavier. 1. Auflage. Trumau 2013, ISBN 978-3-200-03144-9, S. 151.

## Tonträger (Auswahl)
- Peter Galsai: Erinnerungen Barmusik Records, Trumau 2009. BMR10104
- Peter Galsai: Blue Game Barmusik Records, Trumau 2009. BMR10123
- Peter Galsai: Mango Und Eiskaffee Barmusik Records, Trumau 2009. BMR10138
- Beiträge auf den Compilation-CDs der Wiener Bar Pianisten.